# راشد بديح
راشد بديح لاعب كرة قدم كويتي سابق، ومدرب كرة قدم حالي. لعب مع نادي القادسية، ومع منتخب الكويت لكرة القدم.

## بداياته ومسيرته
بدأ اللاعب راشد البديح مشواره الرياضي في العام 1972 في نادي القادسية وتدرج في المراحل السنية حتى وصل الفريق الأول والذي مثله لأول مرة في العام 1980، وشارك مع اللاعب جاسم يعقوب واللاعب فيصل الدخيل وزملائه كل من حارس المرمي الدولي جاسم بهمن وعزيز حسن ومحمد الذاير ومتعب الذاير، حتي منتصف الثمانينات وشارك كل من مؤيد الحداد ومحمد إبراهيم ومحمد بنيان وفيصل الشعلان وطارق الجلاهمة ومحمد مبارك وغيرهم من النجوم، بينما كانت أول مشاركة له مع منتخب الكويت لكرة القدم في دورة مارديكا بماليزيا العام 1980، وعلى صعيد النادي حقق مع القادسية لقب كأس الأمير عامي 1989-1994 ولقب الدوري في الموسم 1991-1992، كما حقق مع منتخب الكويت لكرة القدم لقب كأس الخليج في نسختيه الثامنة في البحرين العام 1986 والعاشرة في الكويت 1990.

## كأس الخليج 1990
و قد سجل هدف في مرمى منتخب قطر لكرة القدم.

## مسيرته التدريبية
عمل مدربا للمراحل السنية في نادي القادسية منذ العام 1997، وحتى انتقاله للعمل مدربا للمراحل السنية في نادي خيطان في العام 2002، كما درب التضامن ووصل بالفريق إلى نصف نهائي كأس ولي العهد العام 2008، وايضا عمل في نادي الكويت مدربا وحقق مع الفريق الأول القاب كأس الأمير وكأس ولي العهد وكأس الاتحاد الآسيوي في العام 2009، وعاد للقادسية مديرا فنيا للمراحل السنية في العام 2012، ثم الفريق الأول في الوقت الحالي واحرز معه قبل أيام لقب كأس الأمير، علما انه حقق خلال مسيرته بالنادي مدربا لقب الدوري تحت 20 سنة.